# Parti social-démocrate Hentchak
Pour les articles homonymes, voir Parti social-démocrate.
Le Parti social-démocrate Hentchak (arménien : Սոցիալ Դեմոկրատ Հնչակյան Կուսակցություն (Sots’ial Demokrat Hnch’akyan Kusakts’ut’yun), abrégé en PSDH ou SDHP, ՍԴՀԿ, en arménien), connu aussi sous le nom de Hentchak, est un des plus anciens partis politiques arméniens.

## Un parti pan-arménien

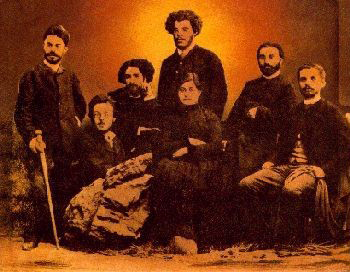
Les cofondateurs : Avédis Nazarbékian, Mariam Vardanian, Gevorg Gharadjian, Ruben Khan-Azat, Christopher Ohanian, Gabriel Kafian et Manuel Manuelian.

Il est cofondé en 1887 par Avédis Nazarbékian, Mariam Vardanian, Gevorg Gharadjian, Ruben Khan-Azat, Christophor Ohanian, Gabriel Kafian et Manuel Manuelian, un groupe d'étudiants genevois, avec pour but de gagner l'indépendance de l'Arménie de l'Empire ottoman, et fait partie du mouvement de libération nationale arménien. Son nom, pris depuis le titre d'un journal, signifie « cloche » en français.
Dès 1890, le mouvement se répand à Tiflis (principale ville de peuplement arménien), Batoumi et Bakou.
Après la révolution des Jeunes-Turcs en 1908, le parti Hentchakian sort de la clandestinité et se range dans l'opposition libérale au mouvement Jeunes-Turcs, contrairement au Parti Dachnak, qui choisit de s'allier aux unionistes.
À la suite de leur 7e Convention générale en 1913 à Constanța, en Roumanie, durant laquelle ils actent leur retour dans la clandestinité, et dans le cadre du génocide arménien, 20 leaders Hentchaks sont exécutés le 15 juin 1915 à Constantinople par les autorités ottomanes.
Le parti joua un rôle dans l'établissement de la république démocratique d'Arménie, une partie de ses membres étaient présents lors de la bataille de Sardarapat pour défendre Erevan de l'armée ottomane.

## Hentchakians au Liban
Au Liban, le parti Hentchakian a été historiquement proche des partis de gauche, particulièrement du Parti socialiste progressiste, et a montré de la sympathie à l'égard de la cause palestinienne. Durant les affrontements de 1958, le parti Hentchakian s'est allié avec l'ancien Premier ministre Saëb Salam, Kamal Joumblatt et les autres partis de gauche, contre l'alliance de droite entre le Président Camille Chamoun, les Kataëb et le Dachnak (Tachnag), l'autre grand parti arménien.
Au cours de la guerre du Liban, le parti Hentchakian a appelé à la « neutralité positive », soutenue par les autres partis arméniens. Avec le retour de la paix, le parti Hentchakian, via le président de son bureau politique, le député Yeghia Jerjian, s'est rapproché de Rafiq Hariri, comme tous les autres partis arméniens. Mais cette unité se fissura dès 1996 et particulièrement en 1998, avec l'élection d'Émile Lahoud à la présidence. Le parti Dachnak fut l'un des partis soutenant le plus fortement Émile Lahoud, alors que le parti Hentchakian resta proche de Hariri.
Ces désaccords éclatèrent au grand jour lors des législatives de 2000. Le parti Dachnak s'allia avec Salim el-Hoss et Tammam Salam et le parti Hentchakian se divisa en deux camps, les uns avec Hoss et Salam, les autres avec Hariri. En fin de compte, les candidats de Hariri gagnèrent tous les sièges et les candidats du Tachnag à Beyrouth furent battus, pour la première fois en plus de cinquante ans.
Le parti Hentchakian est considéré comme le second parti arménien du Liban en termes de popularité, après le parti Dachnak.